# Hans-Walter Heyne
Hans-Walter Heyne-Hedersleben (* 10. Januar 1894 in Hannover; † 29. August 1967 in Bodenengern) war ein deutscher Offizier, zuletzt Generalleutnant im Zweiten Weltkrieg.

## Leben

### Familie
Er entstammte der Klostergutsbesitzerfamilie Heyne in Hedersleben. Sein Vater war Adolf Friedrich Eduard Heyne-Hedersleben, Rittergutsbesitzer auf Radaxdorf; seine Mutter Wally Marie, geborene von Willich. Heyne heiratete Elisabeth Mummy, die Tochter des Reeders Christian Ludolf Hieronymus Mummy.

### Militärkarriere
Heyne trat am 26. Februar 1913 in das 1. Großherzoglich Hessische Feldartillerie-Regiment Nr. 25 der Preußischen Armee in Darmstadt ein. Dort wurde er am 19. Juni 1914 mit Patent vom 23. Juni 1912 zum Leutnant befördert. Mit Ausbruch des Ersten Weltkriegs rückte Heyne als Batterieoffizier mit seinem Regiment in das neutrale Belgien ein und nahm hier u. a. an der Schlacht bei Neufchâteau teil. Vom 8. September bis 5. Dezember 1914 war Heyne Adjutant der II. Abteilung, kam dann zur 6. Batterie und Mitte des Monats zur II. Ersatzabteilung. Am 29. Dezember 1914 wurde Heyne in die 1. Batterie des Reserve-Feldartillerie-Regiments Nr. 56 versetzt. Das Regiment war mit diesem Datum aus Teilen seines alten neu aufgestellt worden und kam in der Folgezeit an der Ostfront zum Einsatz. Dort wurde er am 18. Oktober 1917 zum Oberleutnant befördert. Nach dem Waffenstillstand auf dem rumänischen Kriegsschauplatz verlegte sein Regiment an die Westfront, wo Heyne während der Kämpfe vor Verdun im Juni/Juli 1918 vertretungsweise mit der Führung der I. Abteilung beauftragt war. Für seine Leistungen wurden ihm beide Klassen des Eisernen Kreuzes, die Hessische Tapferkeitsmedaille sowie das Braunschweigische Kriegsverdienstkreuz II. Klasse verliehen.
Nach Kriegsende und Rückführung in die Heimat wurde sein Regiment in Weilburg zunächst demobilisiert und schließlich aufgelöst. Heyne wurde dann in sein Stammregiment rückversetzt. Mit der Bildung der Vorläufigen Reichswehr kam er als Regimentsadjutant in das leichte Reichswehr-Artillerie-Regiment 18 nach Gießen. Im Übergangsheer war er im Reichswehr-Artillerie-Regiment 11 in Fulda tätig, bis Heyne schließlich am 29. April 1920 in das Reiter-Regiment 15 versetzt wurde. Am 1. Dezember 1925 folgte seine Beförderung zum Rittmeister und am 15. Februar 1926 die Versetzung zum Stab des 3. (Preußisches) Reiter-Regiments nach Rathenow. Am 1. April 1926 ernannte man ihn zum Chef der ebenfalls in Rathenow stationierten Ausbildungseskadron, die Heyne bis zum 30. September 1928 kommandierte. Anschließend wurde er Chef der 2. Eskadron. Aufgrund einer Schädelverletzung, die Heyne sich durch einen Sturz vom Pferd zugezogen hatte, wurde er am 28. Februar 1930 aus dem Dienst verabschiedet.
Als Landesschutzbeamter wurde Heyne am 1. April 1930 im Reichswehrministerium angestellt. Hier war er als Leiter der vormilitärischen Jugendausbildung und als Leiter des Wehrbezirkskommandos Zauch-Belzig tätig. Am 1. Oktober 1933 wurde er als L-Offizier übernommen und zum Adjutanten des Bezirkskommandos Perleberg ernannt. Zum 5. März 1935 folgte unter Beförderung zum Major seine Übernahme in das E-Korps sowie seine Zuteilung zum Wehrkreiskommando Potsdam II.
Zu Beginn des Zweiten Weltkriegs nahm Heyne am Überfall auf Polen (Fall Weiß) teil, wofür er die Wiederholungsspange zum Eisernen Kreuz II. Klasse erhielt. Am 28. September 1939 wurde er zum Kommandeur der leichten Artillerieabteilung 754 ernannt sowie am 1. April 1940 zum Oberstleutnant befördert. Zum 1. Dezember 1940 folgte seine Einstellung als aktiver Truppenoffizier unter gleichzeitiger Ernennung zum Kommandeur der I. Abteilung des Artillerieregiments 217. Diese Abteilung führte Heyne beim Überfall auf die Sowjetunion bis zu seiner Versetzung in die Führerreserve am 23. Februar 1942. Am 28. März 1942 wurde er Kommandeur des Artillerieregiments 182 und vier Tage später zum Oberst befördert. Für seine Verdienste in den Abwehrschlachten (Woronesch-Charkower Operation) im Einsatzraum der Division, ostwärts Kursk bei Kastornoje, wurde ihm am 16. April 1943 das Ritterkreuz des Eisernen Kreuzes verliehen. Ab dem 15. März war er mit der Führung der 82. Infanterie-Division beauftragt und wurde nach seiner Beförderung zum Generalmajor, am 1. Juni 1943 bis zur Auflösung der Division im Mai 1944 deren Kommandeur. Während der Bobruysk-Offensive im Juni 1944 geriet er als Generalleutnant (Ernennung am 1. Dezember 1943) und Kommandeur der 6. Infanterie-Division, in sowjetische Kriegsgefangenschaft, aus der er am 6. Oktober 1955 entlassen wurde.

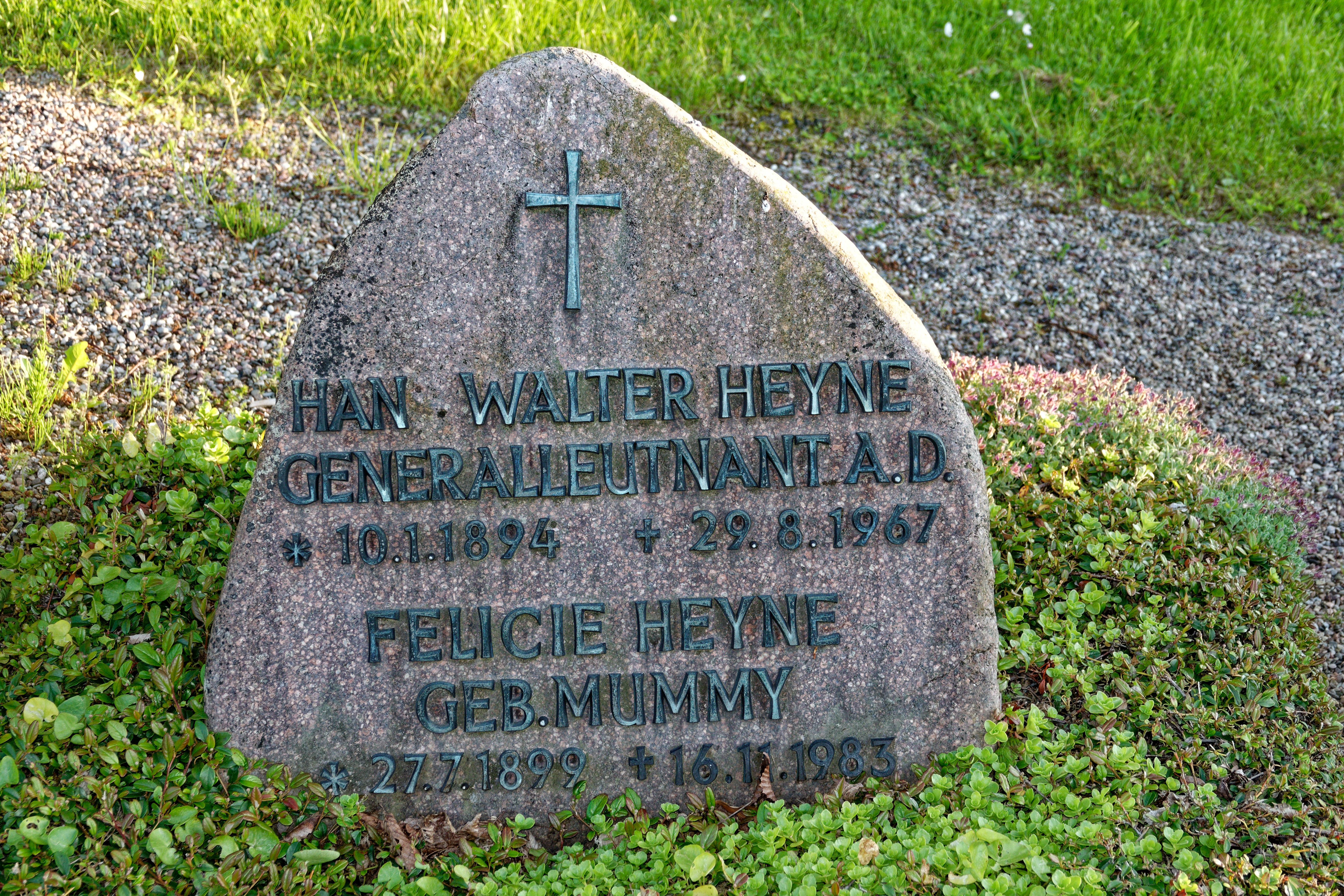
Grabstelle in Rannenberg

Den Ruhestand verbrachte Heyne mit seiner Frau auf deren Besitz, dem Wasserschloss Bodenengern. Begraben ist er auf dem Friedhof von Rannenberg, 2 km östlich von Bodenengern.